# Beoscirtacris maculifemur
Beoscirtacris maculifemur är en insektsart som beskrevs av Marius Descamps 1977-1979. Beoscirtacris maculifemur ingår i släktet Beoscirtacris och familjen gräshoppor. Inga underarter finns listade i Catalogue of Life.